# Lijst van burgemeesters van Haps
Dit is een lijst van burgemeesters van de voormalige Nederlandse gemeente Haps in de provincie Noord-Brabant. In 1994 fuseerde Haps met Cuijk en Sint Agatha tot de nieuwe gemeente Cuijk.
| Ambtsperiode | Naam burgemeester                                  | Partij of stroming | Bijzonderheden                                          |
| ------------ | -------------------------------------------------- | ------------------ | ------------------------------------------------------- |
| 1810-1812    | Thomas Thoonen                                     |                    |                                                         |
| 1812-1832    | Abraham Arts                                       |                    |                                                         |
| 1832-1862    | Hendrik Mooren                                     |                    |                                                         |
| 1862-1880    | Johannes Mooren                                    |                    |                                                         |
| 1880-1902    | Henricus Mooren                                    |                    |                                                         |
| 1902-1925    | Harry van Deursen                                  |                    |                                                         |
| 1925-1950    | Herman Joseph van Hulten                           |                    | [ 1 ]                                                   |
| 1951-1982    | Rolof baron van Hövell tot Westerflier en Wezeveld |                    |                                                         |
| 1982-1988    | M.J. de Sutter-Besters                             | CDA                |                                                         |
| 1989-1994    | Piet Berkhout                                      | CDA                | tevens waarnemend burgemeester van Helvoirt (1993-1995) |